# НАРП-1
НАРП-1 — український надлегкий двомісний багатоцільовий одномоторний літак, побудований за схемою високоплан. 

## Історія
Літак розроблений на Миколаївському авіаремонтному заводі «НАРП» у 1999-2000. Перший виліт літака відбувся в 2001 році.
1 березня 2002 року Укравіатранс ухвалив Рішення №ТВ 0025/02 про видачу Сертифіката типу №ТП 0004. Того ж року було розпочато серійне виробництво.
Всього було виготовлено 22 літаки.

## Основне призначення
Літак призначений для виконання сільськогосподарських робіт (розпилення отрутохімікатів для боротьби з шкідниками, внесення добрив).
Варіанти використання:
- первинне навчання пілотів і тренувальні польоти[14][15][16][17][18];
- прогулочні польоти;
- патрулювання та моніторинг[19];
- аеровізуальне спостереження, фото-відеозйомка.

Умови експлуатації: денні польоти в простих метеоумовах за правилами візуального польоту. Зліт і посадка зі штучних і ґрунтових покриттів.

## Конструкція
Компонування: класичне, підвідкосний високоплан з силовою установкою, що тягне.
Шасі не забирається, тристійкове з некерованим носовим колесом і гальмівними колесами основних стійок.
Фюзеляж суцільнометалевий, що клепається; кабіна двомісна закрита.
Крило змішаної конструкції з полотняною обшивкою, з механізацією задньої кромки (закрилок).
Хвостове оперення вертикальне і горизонтальне змішаній конструкції.
Керування літаком класичної схеми, механічне. 

## Технічна характеристика

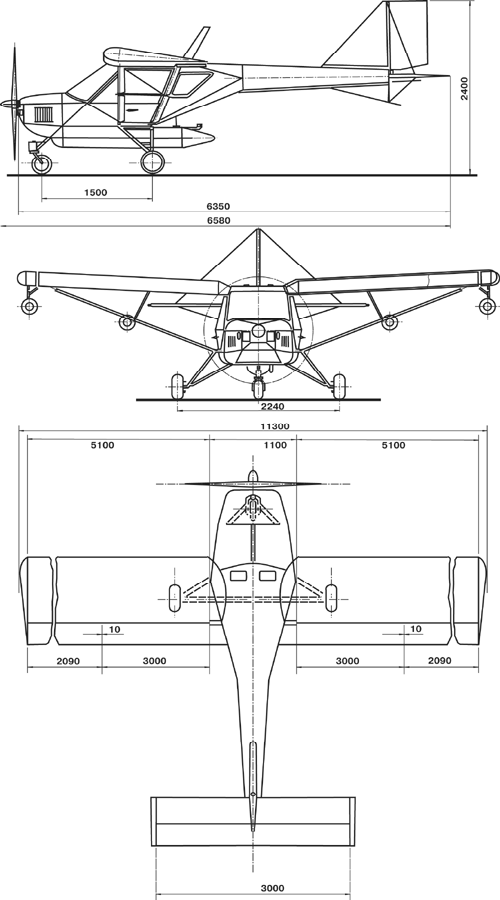
НАРП-1

### НАРП-1
- Діаметр несучого гвинта, м — 1.168
- Довжина, м — 6.58
- Висота, м — 2.4
- Площа крила, м² — 16.67
- Маса, кг
  - пустого — 410
  - максимальна злітна — 630-670
- Об'єм паливного бака, л — 36
- Тип двигуна — 1 ПД Rotax-912S
- Потужність, к.с. — 1 х 100
- Максимальна швидкість, км/год — 150
- Крейсерська швидкість, км/год — 110
- Робоча швидкість, км/год — 95-105
- Тривалість польоту з корисним навантаженням, год — 3.5
- Практична межа, м — 4000
- Максимальне експлуатаційне перевантаження — 3.8
- Екіпаж, чол — 2
- Корисне навантаження: 120 л бак для хімічного розчину

#### Відео
- Romanenko, Maxim (15 жовтня 2012). НАРП - 1. Посвящается. на YouTube
- Миколаївський авіаремонтний завод НАРП на YouTube (Відеопрезентація роботодавця). Миколаївський обласний центр зайнятості, 12 жовтня 2016.